# Tamara Mazzi
 (février 2025).
Tamara Mazzi est une personnalité politique allemande. 

## Biographie
Tamara Mazzi siège au conseil municipal de Kiel, en février 2025 elle fait son entrée au Bundestag pour Die Linke.